# Aléxandrosz Monasztiriótisz
Aléxandrosz Monasztiriótisz (görögül: Αλέξανδρος Μοναστηριώτης; Athén, 1924 – ?) görög nemzetközi labdarúgó-játékvezető.

## Pályafutása

### Nemzeti játékvezetés
Játékvezetésből Athénban vizsgázott. Vizsgáját követően az Ahéni Labdarúgó-szövetség által felügyelt labdarúgó bajnokságokban kezdte sportszolgálatát. A Görög labdarúgó-szövetség Játékvezető Bizottságának (JB) minősítésével a Szúper Línga Eláda játékvezetője. A küldési gyakorlat szerint rendszeres partbírói szolgálatot is végzett.

### Nemzetközi játékvezetés
A Görög labdarúgó-szövetség JB terjesztette fel nemzetközi játékvezetőnek, a Nemzetközi Labdarúgó-szövetség (FIFA) 1962-től tartotta nyilván bírói keretében. A FIFA JB központi nyelvei közül az angolt beszéli. Több nemzetek közötti válogatott, valamint Vásárvárosok kupája és Kupagyőztesek Európa-kupája klubmérkőzést vezetett, vagy működő társának partbíróként segített. A görög nemzetközi játékvezetők rangsorában, a világbajnokság-Európa-bajnokság sorrendjében többedmagával a 18. helyet foglalja el 1 találkozó szolgálatával. A nemzetközi játékvezetéstől 1966-ban búcsúzott. Válogatott mérkőzéseinek száma: 6.

#### Labdarúgó-Európa-bajnokság
Az 1968-as labdarúgó-Európa-bajnokságon az UEFA JB játékvezetőként foglalkoztatta. A mérkőzés irányítását a források megosztottan jegyzik, a másik játékvezető Dzuvárasz Pétrosz.
| Időpont              | Helyszín             | Mérkőzés típusa           | Mérkőzés           | Eredmény | Nézők száma |
| -------------------- | -------------------- | ------------------------- | ------------------ | -------- | ----------- |
| 1966. szeptember 21. | Népstadion, Budapest | előselejtező (5. csoport) | Magyarország–Dánia | 6 – 0    | 18 487      |